# Пугач блідий
Пугач блідий (Bubo lacteus) — вид птахів з роду пугач, родини совових. Поширений у країнах центру та півдня Африки. Є одним із найбільших представників родини совових.

## Опис
Довжина тіла дорослого птаха становить 66-71 см, маса досягяє чотирьох кг. Забарвлення сіре, з білими смужками, очі темні, повіки неопушені рожеві. Мешкає в областях, прилеглих до Сахари, відсутній в Намібійській пустелі і тропічних лісах. Зустрічається в сухій савані, лісах по берегу річок і лісистих ландшафтах. Широко поширений по усьому ареалу мешкання, але усюди досить рідкісний.

## Спосіб життя
Ця сова живиться ссавцями: мавпами, їжаками, зайцями, даманами, дрібними антилопами і поросятами бородавочників, а також великими птахами, рептиліями, жабами, безхребетними, рибою і падаллю. 

## Розмноження
Розмножується в період з березня по вересень. Гніздиться в кинутих гніздах великих птахів. Відкладає 2 яйця. Інкубаційний період триває 38 днів. З двох пташенят перший гине, не доживши до двотижневого віку. Пташеня, що залишилося, покидає гніздо у віці 9 тижнів і здатне літати вже в двотижневому віці. Молоді повністю самостійні вже у віці 6 місяців, хоча багато пташенят залишаються з батьками упродовж двох років.